# Alfvénradie
Alfvénradie är radien hos en tänkt sfärisk begränsningsyta utanför en tät magnetiserad kropp, som omströmmas av ett elektriskt ledande gasplasma. Alfvénradien kan sägas definiera de punkter där kroppens, till exempel en kompakt degenererad stjärna, magnetosfär skär en bildad ackretionsskiva och tryckjämvikter tvingar nedfallande materia att fortsätta sin färd längs det magnetiska fältets linjer.
Roche-lob är en liknande term, men med den avgörande skillnaden att det där är gravitationella krafter och inte som vid en Alfvén-lob magnetiska tryckskillnader, som är fenomenets ursprung.
Alfvénradien är ett begrepp inom högenergiastrofysiken och spelar in både vid uppkomsten av polarsken och i uppsamlingsfasen av supernovor typ Ia.